# Mesosemia moesia
Mesosemia moesia är en fjärilsart som beskrevs av William Chapman Hewitson 1857. Mesosemia moesia ingår i släktet Mesosemia och familjen Riodinidae. Inga underarter finns listade i Catalogue of Life.

## Bildgalleri

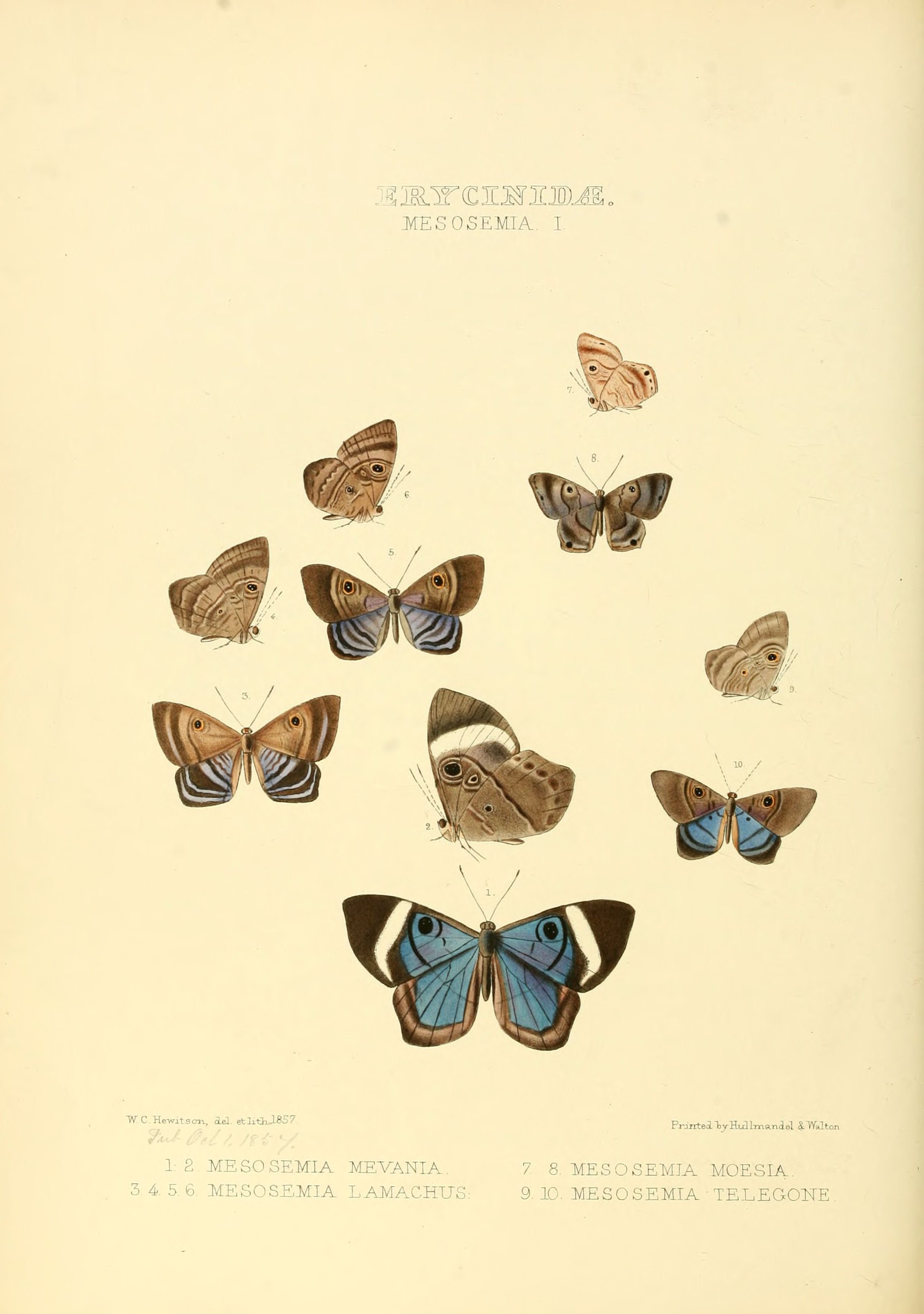